# União Pan-Europeia

Bandeira União Pan-Europeia

União Pan-Europeia é o mais antigo movimento de unificação Europeia. Fundada por Richard Nikolaus Graf Coudenhove-Kalergi, em 1923.
União Pan-Europeia é uma associação fundada em 1923 sob o nome de União Paneuropeia Internacional com o objectivo de lançar as bases para a realização da unidade política e a integração económica da Europa. 
Entre seus membros notáveis foram Albert Einstein, Fridtjof Nansen, Johan Ludwig Mowinckel, Thomas Mann, Franz Werfel, Bronisław Huberman, Aristide Briand, Konrad Adenauer, Charles de Gaulle, Sigmund Freud, Benedetto Croce, Bruno Kreisky, Léon Blum e Georges Pompidou.

## Presidentes
- Richard Nikolaus Graf Coudenhove-Kalergi[2] (1923–1972)
- Otto de Habsburgo[2](1973–2004)
- Alain Terrenoire(2004–)